# Admetula bayeri
Admetula bayeri, tên tiếng Anh: Bayer's nutmeg, là một loài ốc biển, là động vật thân mềm chân bụng sống ở biển trong họ Cancellariidae.

## Phân bố
Loài này phân bố ở Biển Caribe và dọc theo México.